# Evolução celular
Em biologia, evolução celular refere-se à origem e posteriores modificações das células, incluindo como ganharam os seus organelos, no caso das células eucarióticas.

## História

### Wohler, Oparin, Haldane e Miller
Os primeiros passos rumo à descoberta de como ocorreu a origem e posterior evolução das células até chegar a como elas se encontram hoje foram dados por Friedrich Wöhler em 1832, em um dos primeiros experimentos de química pré-biótica. Estes experimentos têm a finalidade de simular processos que poderiam ter ocorrido sobre a terra primitiva. Em seu trabalho, Wöhler demonstrou que o aquecimento de um composto inorgânico, o cianeto de amônia, leva à formação de um composto orgânico: a ureia, como ilustrado na Figura 1.

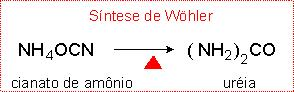
Figura 1: Formação de ureia a partir de cianeto de amônia

Outras reações demostraram que o aminoácido glicina pode ser formado a partir do ácido cianídrico; açúcares podem vir a ser formados a partir de formaldeído; e ambos estes precursores já foram obtidos a partir de compostos inorgânicos, o que reforça que estes processos podem ter vindo a ocorrer nos estágios iniciais da origem da vida. 
Oparin e Haldane sugeriram também que, durante a evolução dos primeiros organismos vivos, a atmosfera terrestre deveria ter sido redutora e que provavelmente eles teriam surgido de uma mistura de compostos orgânicos formados em tal atmosfera. Realmente, sabe-se que a síntese de compostos bioquímicos ocorre muito facilmente em uma atmosfera redutora, mas não em uma atmosfera oxidante. Por exemplo, se o nitrogênio é introduzido numa atmosfera redutora, será parcialmente convertido em amônia (NH3). Quem conseguiu demonstrar as previsões de Oparin e Haldane foi Stanley Miller em 1953, quando submeteu uma mistura de metano, amônia, hidrogênio e água à ação de uma descarga elétrica, conseguindo assim a formação de vários compostos orgânicos, incluindo aminoácidos. O equipamento utilizado por Miller é ilustrado na Figura 2. 
“No frasco pequeno ele colocou água e no resto do aparelho uma mistura de metano, hidrogênio e amônia. A mistura gasosa e mais algum vapor d’água foram postos a circular, passando através dos eletrodos de tungstênio, em consequência da fervura da água líquida no frasco pequeno. Então, uma descarga de centelha foi produzida entre os eletrodos, mediante aplicação de um alto potencial elétrico através deles. Os produtos formados na descarga elétrica dissolveram-se na água que se liquefazia no condensador; e foram transportados até o pequeno frasco”. A preferência por essa mistura é porque era provável que a atmosfera primitiva era formada por esses gases; a água fervendo no frasco pequeno representava o oceano primitivo (embora seja fato que na época da evolução das primeiras células o oceano não estava fervendo, ele preferiu representá-lo nessa forma, pois esse procedimento acelera várias reações, maximizando assim o tempo, pois os resultados desse experimento levaram várias centenas de anos para ocorrer sobre a terra primitiva) e as descargas elétricas representariam os relâmpagos.

### Após Miller

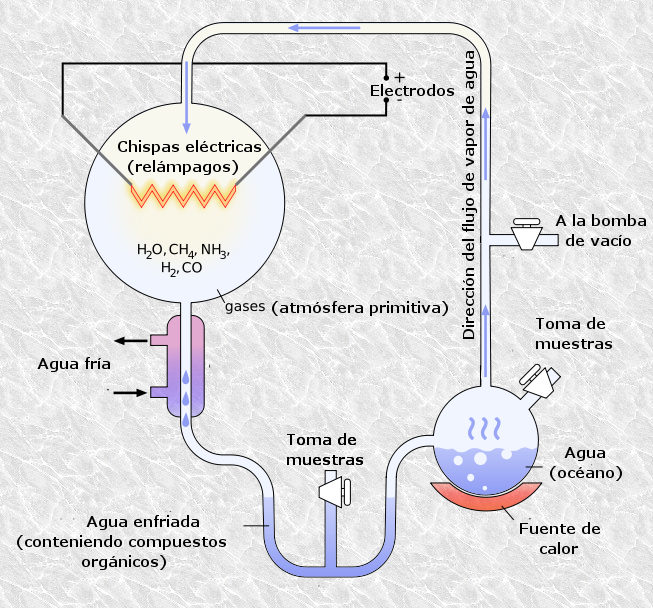
Figura 2: Equipamento utilizado por Miller em seu experimento

Várias descobertas estimuladas pelo trabalho de Miller foram sendo feitas sobre quais condições podem ter se formado as primeiras moléculas orgânicas de importância biológica. Por exemplo, descobriu-se que a mistura de gases não importa desde que seja de caráter redutor; que sempre são formados conjuntos de moléculas orgânicas similares quando esses gases de caráter redutor são submetidos a descargas elétricas; que além da glicina, o aquecimento do ácido cianídrico e formaldeído em uma solução aquosa formam diversos outros aminoácidos. E o mais surpreendente, formam também a adenina, uma das quatro bases dos ácidos nucléicos e um dos componentes do ATP; que a citosina, outra base nitrogenada, pode ser formada a partir do cianoacetileno, um gás muito similar ao ácido cianídrico e que a desoxirribose e ribose, os açúcares constituintes dos nucleotídeos, são formados em condições pré-bióticas quando o formaldeído é agitado com giz ou cal. Assim, pode-se concluir que os constituintes básicos para a formação do aparato genético estavam presentes sobre a terra primitiva; e sendo estes os mesmos compostos básicos na bioquímica moderna, devemos acreditar que as primeiras células surgiram dessa sopa pré-biótica e que todos os organismos modernos evoluíram a partir dessa primeira célula sem muitas mudanças em sua composição. 
A próxima etapa para a origem das primeiras células deve ter sido a capacidade desses compostos orgânicos que formavam a sopa pré-biótica se combinarem para formarem polímeros. Sabe-se através de experimentos que não é possível que se formem polipeptídeos e polinucleotídeos com facilidade através de soluções diluídas de aminoácidos e nucleotídeos. Por isso, acredita-se que a formação de polímeros deve ter ocorrido em uma sopa pré-biótica concentrada. Os principais mecanismos de concentração que atuaram na terra primitiva favorecendo a formação dos polímeros foram a evaporação, o congelamento, a adsorção e a formação de gotículas coloidais ou coacervados. Todas essas formas são plausíveis de terem ocorrido sobre a terra primitiva, porém, ainda não se pode afirmar com certeza qual teria sido a mais importante. A evaporação é um mecanismo muito comum que ocasiona a concentração de soluções aquosas diluídas, podendo até formar depósitos sólidos se continuada por muito tempo. Assim, parece provável que a evaporação tenha sido um importante mecanismo que concentrava soluções em poças deixadas pelas marés, por exemplo. Alternativamente, o congelamento também deve ter atuado, principalmente por ser possível através dele concentrar materiais voláteis. Mas sem dúvidas, os dois mecanismos principais que ocasionaram a concentração das moléculas para o estágio final da origem celular (a evolução da membrana, que será tratado mais adiante) foi a adsorção e formação de coacervados. Sabe-se que moléculas pré-bióticas importantes aderem (adsorvem) à superfície de minerais e que fosfatos minerais catalisam reações pré-bióticas. Portanto, é muito provável que os minerais extraíssem substâncias da sopa pré-biótica diluída e as concentrassem em sua superfície onde poderiam também ter ocorrido importantes reações através de catalisadores minerais. A formação de partículas coloidais (coacervados) ocorre quando, por exemplo, compostos como sabões e detergentes em contato com a água não formam soluções verdadeiras, eles se dispersam e formam gotículas de matéria orgânica. Oparin propôs que as gotículas de coacervados devem ter sido o melhor local para as reações de polimerização, pois muitas reações de condensação (polimerização) ocorrem mais facilmente em meios não aquosos. Porém, é difícil compreender porque as condensações a seco foram substituídas pelas aquosas no decorrer da evolução celular. O fato é que as condensações térmicas quando ocorrem, formam boas quantidades de peptídeos, pois quando uma solução de aminoácidos é fortemente aquecida, a água é eliminada das ligações e então se formam os polímeros. Essa seria uma explicação ideal para a formação dos polímeros, pois não é necessária a participação de reagentes, se não fosse que a reação não ocorre em temperaturas inferiores a 130ºC. Como é pouco provável que tenham ocorrido temperaturas superiores aos 80ºC na terra primitiva, então seria necessária a ajuda de um catalisador orgânico ou mineral simples que permitisse a polimerização nas temperaturas entre 70 e 80ºC. Um catalisador desse tipo poderia ter sido, por exemplo, a ureia, pois com o auxílio desta é possível adicionar fosfatos aos nucleosídeos, para que polipeptídeos curtos se formem a partir deles. Alternativamente, a dificuldade encontrada para se obter polímeros formados em soluções aquosas é por todas as proteínas e ácidos nucléicos serem decompostos em seus elementos constituintes ao reagirem com a água. E a reação oposta não ocorre, ou seja, aminoácidos e nucleotídeos não se combinam para formarem proteínas e ácidos nucléicos, respectivamente, a não ser que energia seja dispendida para isso, já que a solução se encontra em equilíbrio químico. Então, deve ter havido intermediários de alta energia que fornecessem energia ao sistema para que houvesse a reação de condensação. Porém, como esses intermediários se formaram na terra primitiva e quem eram eles? Uma resposta para essa pergunta é que os fosfatos de alta-energia já estavam presentes desde o início da evolução do aparato genético, formados a partir de nucleotídeos e fosfatos inorgânicos na presença de ureia ou outro catalisador. Por isso, há pesquisadores que acreditam que ambos - condensação térmicas (a seco) e em solução (aquosas) - ocorreram sobre a terra primitiva e que somente as em solução evoluíram para estarem presentes hoje nas condensações biológicas modernas. Outros acreditam que talvez somente as condensações em solução ocorressem e que ainda não foram descobertos os mecanismos eficientes a partir dos quais se condensem os monômeros em polímeros nessas soluções aquosas. O fato é que somente as condensações em solução existem nos sistemas biológicos modernos.

### Moléculas auto-replicadoras
O próximo passo crucial que marcou decisivamente a passagem de um sistema onde ocorriam reações para a formação de moléculas orgânicas poliméricas simples para um sistema biológico auto reprodutor foi a seleção de determinados polímeros capazes de dirigir sua própria replicação. Das duas classes principais de macromoléculas atuais, apenas os ácidos nucléicos são capazes de auto replicação. Por isso, acredita-se que os polinucleotídeos foram as primeiras moléculas genéticas sobre a terra primitiva e que os polipeptídeos poderiam ter sido catalisadores importantes, uma vez que é pouco provável que uma molécula aparentada às proteínas modernas possa ter sido capaz de se auto replicar. Evidências indicam que os ácidos nucléicos poderiam ter se replicado na ausência de enzimas, uma vez que experimentos demonstraram a replicação resíduo por resíduo em condições pré-bióticas de polinucleotídeos artificiais que se assemelham aos ácidos nucléicos. Por exemplo, quando o poli U (um polímero que contém apenas ácido uridílico) é misturado com derivados monoméricos de ácido adenílico (A) a temperaturas suficientemente baixas, eles têm a capacidade de dirigir a organização de A de maneira a fazê-los formar uma hélice. Essa conformação em hélice torna a ligação dos resíduos de A muito mais fácil do que quando os mesmos se encontram livres. Da mesma maneira, já foi observado que o poli C (um polímero que contém apenas derivados do ácido citidílico) dirige da mesma forma a polimerização de derivados de G. E que C não influi na polimerização de A e que U não influi na polimerização de G. Dessa forma, podem-se ser visualizadas as mesmas regras propostas por Watson e Crick para o emparelhamento de bases que tornam a replicação do DNA possível. 
A adaptação posterior que levaria à evolução de um sistema mais sofisticado de replicação, do código genético e do aparato sintetizador de proteínas deve ter envolvido interações entre os primeiros polímeros replicadores (sejam eles sido os RNAs, DNAs ou outro tipo de ácido nucléico que teria se adaptado à estrutura replicadora como já foi proposto) e outras moléculas não replicadoras que se encontravam no seu meio. “Primeiro, os polinucleotídeos “aprenderam” a capturar qualquer molécula pequena na sopa pré-biótica que pudesse ajuda-lo a levar a cabo a sua replicação. Mais tarde, devem ter aprendido a unir pequenas moléculas da sopa pré-biótica e a incorporá-las aos seus produtos poliméricos. A mais importante interação entre os ácidos nucléicos replicadores e as moléculas menores envolvia os aminoácidos; o código genético é o produto final da evolução da interação entre o ácido nucléico e o aminoácido. E a invenção da síntese proteica permitiu aos ácidos nucléicos dirigir a síntese de enzimas e, desta maneira, estabelecer quase que um controle total sobre o seu meio químico”.
Sempre se indaga qual poderia ter sido a molécula replicável ancestral, RNA ou DNA? Evidências apontam para o RNA como sendo esta primeira molécula capaz de armazenar as informações genéticas, uma vez que é composto por uma fita simples, enquanto o DNA é uma dupla-fita, e isto leva à necessidade de enzimas capazes de abrir a dupla-fita para a replicação no DNA enquanto o RNA pode ser lido ou replicado diretamente; além disso, o RNA pode atuar na catálise de reações, inclusive a polimerização de nucleotídeos e aminoácidos, o que foi crucial tanto para as reações de replicação das primeiras moléculas de RNA quanto para a evolução do mecanismo sintetizador de proteínas. As imperfeições nas primeiras replicações provavelmente fizeram surgir inúmeras variantes de RNAs catalíticos que ao se replicarem em taxas diferentes, competiam e apenas os que se replicavam mais rápido se saíram vencedores. No início, a evolução do mecanismo sintetizador de proteínas não deve ter envolvido mais que uns poucos polímeros, parcialmente ordenados que não devessem ter quase toda a especificidade hoje presente no mecanismo moderno. Esses poucos polímeros deveriam ter sido: uma molécula de informação muito parecida com o RNA mensageiro (RNAm), cuja sequência de nucleotídeos era lida para criar uma sequência específica de aminoácidos; houve um grupo de moléculas muito parecidas com o RNA de transferência (RNAt) que poderia ativar aminoácidos específicos e também deve ter havido um catalisador, muito parecido com o RNA ribossomal (RNAr) que teria facilitado a junção dos aminoácidos trazidos pelo RNA de transferência a partir da leitura do RNA de informação. A falta de especificidade desse mecanismo inicial levava a aminoácidos muito parecidos não terem sido discriminados. Também se acredita que não havia sinais eficientes de inicio e parada no código genético primitivo. Porém, um aspecto da síntese proteica que foi muito bem definido desde o início deve ter sido o código de três letras, pois mesmo que se tivesse evoluído um código com número de letras diferente, isso teria levado a uma interpretação desastrosa da informação quando houvesse a transição para um código de três letras. A estrutura do código provavelmente é resultado de um acidente, ou não. Por exemplo, “talvez a glicina interaja mais intensamente com a sequência GGG (ou com a sequência complementar CCC) do que com qualquer outro trinucleotídeo. Neste caso GGG codificaria a glicina, se o mecanismo genético viesse a evoluir uma segunda vez. Alternativamente, a relação entre trinucleotídeos e aminoácidos, especificada pelo código, poderia ter sido determinada por fatores arbitrários. A glicina talvez se tivesse concentrado com GGG em alguma poça de maré em particular, e isto teria levado à sua associação no código. Se foi assim, o código genético, evoluindo uma segunda vez, possivelmente não associaria GGG à glicina”. Essa fase da evolução da vida em que o material genético era o RNA é conhecida pelo termo “mundo de RNA”. Um motivo para transição entre o uso do RNA para o DNA como material genético é devido à limitação imposta pela alta taxa de mutação da molécula de RNA. Desse modo, a evolução do DNA teria reduzido a taxa de mutação, o que é de extrema importância para uma molécula que armazena as informações genéticas que são passadas hereditariamente. 

### Membrana
Com a evolução da cooperação entre as moléculas, foi de extrema importância a origem de uma membrana que as envolvesse, uma vez que vantagens que poderiam ser adquiridas com a origem de novas sínteses de compostos bioquímicos seriam perdidas se fossem compartilhadas com outros grupos de moléculas competidoras. Neste caso a membrana deveria ser semipermeável, ou seja, impermeável às pequenas moléculas úteis produzidas no interior da célula, mas permeável às moléculas vindas de fora. Os mecanismos mais importantes pelos quais as famílias de polímeros foram mantidas juntas em presença de uma grande quantidade de água foram, como já comentado anteriormente, a adsorção ou a formação de partículas coloidais. As duas teorias são plausíveis, embora ainda não se possa confirmar com certeza qual realmente ocorreu, ou se ambas ocorreram, qual teria sido a mais importante. Mas agora, o que realmente importa é que de alguma forma as moléculas se mantinham unidas e necessitavam de uma delimitação. Se acreditarmos que fosfolipídios estavam presentes na sopa pré-biótica, não é muito difícil imaginar como teria se formado a membrana, uma vez que estes possuem a propriedade de formar espontaneamente bicamadas (Fig. 3) pela aproximação de suas caudas hidrófobas, deixando suas cabeças hidrófilas em contato com a água. Esse arranjo poderia ter envolvido esses conjuntos de moléculas que formavam agregados, separando o seu interior do ambiente externo pela formação da bicamada lipídica. Assim, teria se formado as células, a partir de conjuntos cooperativos de polímeros envolvidos por uma bicamada de lipídeos. 

Fig. 3: Conformação espontânea adquirida pelos fosfolipídeos em soluções aquosas

No início do desenvolvimento das primeiras células, todos os compostos bioquímicos essenciais estavam disponíveis na sopa pré-biótica para serem consumidos. Porém, esses recursos foram se esgotando com o passar do tempo, e somente o desenvolvimento da síntese dos compostos pelas células seria capaz de suprir as demandas energéticas. As vias bioquímicas que foram desenvolvidas pelas células diferiam pouco das vias pré-bióticas que formavam os compostos bioquímicos de que as células necessitavam, por exemplo, as vias bioquímicas necessitam da participação de enzimas. “Acredita-se que muitas vias biossintéticas desenvolveram-se fazendo, paradoxalmente, o caminho inverso da decomposição espontânea”. “A geração e utilização controlada de energia metabólica são fundamentais para todas as atividades celulares, e as principais vias do metabolismo energético são altamente conservadas em atuais células”, o que reforça a teoria de que todos os organismos descendem de um ancestral comum. Na atmosfera inicialmente anaeróbica, o primeiro mecanismo de geração de energia envolvia provavelmente uma via muito parecida com a glicólise atual, que converte glicóse em ácido lático na ausência de oxigênio com ganho líquido de duas moléculas de ATP. A evolução do mecanismo fotossintético (Fig. 4) foi o próximo passo na evolução do metabolismo celular. Inicialmente, as primeiras células utilizavam H2S para converter CO2 em moléculas orgânicas, uma via que ainda é utilizada por algumas bactérias hoje em dia. A utilização de H2O como doador de elétrons para converter CO2 em moléculas orgânicas só surgiu posteriormente, e o subproduto desta reação (oxigênio) foi responsável por com o passar do tempo se acumular na atmosfera e mudar os rumos da evolução metabólica. Essa mudança causada no ambiente em que as células estavam evoluindo foi provavelmente a causa do desenvolvimento do metabolismo oxidativo, uma via muito mais vantajosa pelo ganho líquido maior de moléculas de ATP por mólecula de glicóse.

### Arqués, bactérias e eucariotos

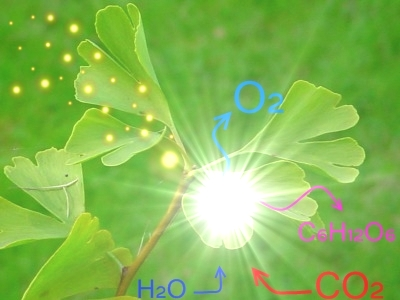
Fig. 4: Descrição simplificada da fotossíntese

“A divisão classificatória mais inicial da vida celular é uma árvore trifurcada em arqués, bactérias e eucariotos. As arqués e bactérias são procariotos, e ambas existiam na terra há 2 a 3 bilhões de anos. O outro tipo de célula, a eucariótica, evoluiu depois dos procariotos”. A datação mais antiga da origem das células eucarióticas provém de fósseis químicos de certas gorduras provavelmente relacionadas ao metabolismo eucarioto, datados de 2,7 bilhões de anos, porém, como as gorduras podem não ser boas indicadoras, é mais sensato que a origem dos eucariotos tenha ocorrido entre 2,2 e 1,8 bilhões de anos como é sugerido pelo relógio molecular. As células procarióticas atuais são versões mais complexas das primeiras células que surgiram sobre a terra. 
A diferença mais conspícua entre células procariotas e eucariotas é a presença de núcleo nas eucarióticas e ausência dele nas procarióticas. Além disso, células eucariotas possuem organelas, um processo de divisão celular chamado mitose, um processo ainda mais sofisticado de divisão celular que dá origem aos gametas, além de muitas outras diferenças. Foi proposto que as células eucarióticas evoluíram a partir das procarióticas quando estas sofreram invaginações da membrana citoplasmática, dando origem aos compartimentos internos que formaram as organelas e, inclusive a carioteca, a membrana que delimita o núcleo. Essa teoria é proposta por Robertson como sendo "a Teoria da Invaginação da Membrana". Somente as mitocôndrias e os cloroplastos parecem não ter se originado dessa forma. É muito provável que essas organelas se originaram por simbiose de uma célula procarionte unicelular autotrófica que possivelmente é um antepassado das cianobactérias atuais com um organismo também unicelular, porém possivelmente de maiores dimensões. Desse modo, a primeira fornecia energia oriunda da fotossíntese e a segunda, proteção. Essa teoria da simbiose foi proposta por Lynn Margulis e é conhecida como "teoria da endossimbiose". Agora, o próximo passo da evolução será começar a unir as células em cooperação, assim como uniu os polímeros no início da evolução rumo às primeiras células, para que surjam os primeiros organismos multicelulares.